# Vöröshasú kabócamajom
A vöröshasú kabócamajom (Callicebus moloch) az emlősök (Mammalia) osztályának a főemlősök (Primates) rendjéhez, ezen belül a sátánmajomfélék (Pitheciidae) családjához faj.

## Előfordulásuk
Brazília északkeleti részén honosak, s az ország középső részén is fellelhetőek. Szeretik a folyóparti erdőségeket, ezen belül is a sűrűbb részeket.

## Megjelenésük
Ez a faj leginkább sárga vagy vörös gallérjáról és hasi szőrzetéről ismerhető fel. Hátoldala szürke-szürkésbarna, arca fekete, ezért füstös képű kabócamajomnak is szokták nevezni. A nőstények hasa fakóbb, s gallérjuk nem olyan kivehető. Arcuk lapos, orrlyukaik kifele néznek, körülötte fehér szőr nő. Egyes alfajok szeme felett fekete bunda van. Szemük barna, nagy és kerek. Füleik nem olyan szőrösek, mint családjuk más társainak, de a szőr itt is dús. Farkuk hosszú, s bozontos. Végtagjaik szürkésbarnák, valamely alfajnál vörösek, kézfejük fehér, tenyereik szürkék.
|  |

## Életmódjuk
4-6 fős csoportokban élnek. Lassú mozgásuk, s fakó színeik jó álcázzák őket az alsó lombkoronaszinten. Egész nap gyümölcsök után kutatnak, s nem lehet őket egykönnyen észrevenni. Valamely időszakokban hangjukat is hallatják, közölve a szomszédos kolóniákkal területük határait. A nőstény és a hím szoros és hosszantartó párkapcsolatban élnek, s együtt nevelik a kölyköt, egészen addig, amíg az apa nem veszi át a gondozását, s megtanítja a fontosabb dolgokat, ekkor tanulja meg a kölyök az alapvető „képességeit”.